# Comune di Rønde
Il comune di Rønde, fino al 1º gennaio 2007 è stato un comune danese situato nella contea di Århus, il comune aveva una popolazione di 7 111 abitanti (2005) e una superficie di 101 km². Capoluogo era la cittadina omonima.
Dal 1º gennaio 2007, con l'entrata in vigore della riforma amministrativa, il comune è stato soppresso e accorpato ai comuni di Rosenholm, Ebeltoft e Midtdjurs per dare luogo al neo-costituito comune di Syddjurs compreso nella regione dello Jutland Centrale (Midtjylland).